# Petr Vlček
Petr Vlček (ur. 18 października 1973 w Mariańskich Łaźniach) – czeski piłkarz występujący na pozycji obrońcy.

## Kariera klubowa
Petr Vlček zawodową karierę rozpoczynał w 1993 roku w Viktorii Pilzno. W trakcie rozgrywek 1996/1997 przeniósł się do Slavii Praga, z którą 3 razy zdobył wicemistrzostwo kraju i 2 razy krajowy puchar. Dla Slavii Vlček rozegrał łącznie 70 ligowych pojedynków i zdobył 6 bramek.
Sezon 2000/2001 Czech spędził w belgijskim Standardzie Liège. W nowym klubie pełnił rolę rezerwowego i zaliczył 11 występów. Standard w końcowej tabeli Jupiler League uplasował się na 3. pozycji za Anderlechtem i Club Brugge. Następnie Vlček podpisał czteroletni kontrakt z greckim Panioniosem GSS. W nowej drużynie czeski zawodnik grywał regularnie, jednak nie odnosił żadnych sukcesów.
Po rozegraniu 81 ligowych meczów dla Panioniosu Vlček odszedł do cypryjskiego Ethnikosu Achna, a w późniejszym czasie był kolejno piłkarzem Viktorii Pilzno oraz Niki Wolos. W 2007 roku Vlček trafił do grającego w niemieckiej Oberlidze 1. FC Bad Kötzting, w którym grał przez jeden sezon. Rozgrywki 2008/2009 spędził w klubie SpVgg Weiden, po czym zakończył piłkarską karierę.

## Kariera reprezentacyjna
Od 1995 do 1996 roku Vlček grał w reprezentacji Czech do lat 21. W seniorskiej kadrze zadebiutował 26 sierpnia 1997 roku w przegranym 1:2 spotkaniu przeciwko Słowenii, kiedy to w 56. minucie zmienił Pavla Nedvěda. W 2000 roku Jozef Chovanec powołał Vlčeka do 22-osobowej kadry na mistrzostwa Europy. Czesi zajęli 3. miejsce w swojej grupie i odpadli z turnieju, a sam Vlček pełnił rolę rezerwowego i nie zagrał w żadnym ze spotkań. Ostatni mecz w drużynie narodowej czeski obrońca rozegrał 11 listopada tego samego roku (remis 0:0 z Maltą). Łącznie dla reprezentacji swojego kraju zanotował 18 występów.